# Borroka
La borroka est une forme de lutte inspirée de celles qui se pratiquaient au Pays basque jusqu’au début du XXe siècle.
La borroka est inscrite à l’Inventaire du patrimoine culturel immatériel en France.

## Laborroka
La borroka est une forme de lutte codifiée par l’association Borroka 64 et l’université de Vitoria-Gasteiz. Elle s’inspire de formes de luttes plus anciennes qu’on pouvait retrouver autrefois au Pays basque, mais y ajoute les aspects sportifs et festifs du Pays basque d’aujourd’hui. 
La borroka trouve ses origines dans une lutte païenne datant d’avant Jésus-Christ, lutte en hommage à Mari, déesse mère de la mythologie basque représentant la Terre et la nature. Soulever son adversaire le faisait perdre contact avec le sol et donc toute son énergie et sa puissance venant de la Terre. Des céramiques du IIIe siècle illustrant la pratique ont été retrouvées en Biscaye. 
Aux XVe et XVIe siècles, l’Église interdit tout rite païen et la borroka disparait. C’est à ce moment-là que la danse basque prend son ampleur. On y trouve des mouvements rappelant l’art martial, comme des sauts ou des affrontements. On peut supposer que c’est là l’héritage de la borroka.
La borroka peut se décliner sous plusieurs formes mais seule la lutte à la ceinture est reconnue et codifiée.

## Le combat
La forme de jeu de la borroka est le combat. Ce dernier est court, il ne dure qu’entre 15 et 20 secondes. L’aire de jeu est une étendue d’herbe dont les limites sont fixées par un trait à la craie à 1,20 mètre de large sur 10 mètres de long. 
Chaque lutteur est coiffé d’un béret qu’il dépose sur le sol, en bout de terrain et dans son camp, avant le combat. Cela marquera sa « maison ». 
C’est alors que débute le combat, chaque lutteur attrape la ceinture de l’autre au niveau de son dos et positionnant ses bras d’une façon particulière, puis pousse son adversaire jusqu’au béret. Celui qui a repoussé son adversaire « chez lui » est le vainqueur du combat. 
Une variante consiste à faire tomber son adversaire deux fois pour gagner le jeu. Elle est notamment utilisée quand le combat est déséquilibré en termes de corpulence des concurrents. 
Les combats de lutte sont accompagnés de tout un rituel, et notamment un accompagnement sonore de type percussions. Cela donne un environnement particulier au combat. L’instrument utilisé est un instrument régional, la txalaparta.
La borroka ne se joue pas lors de compétitions qui lui seraient consacrées. Les démonstrations de borroka se font dans le cadre de prestations promotionnelles de force basque. De ce fait, il n’y a pas d’entrainement ou de combats en dehors de ces opérations. L’esprit de la borroka n’est pas celui de la compétition, mais plutôt de faire plaisir au public et de rester dans l’ambiance des fêtes populaires, comme les rendez-vous de force physique d’autrefois.